# Escuela Oficial del Cuerpo de Ingenieros de Caminos
En el siglo XVIII se gesta la idea de crear un cuerpo de funcionarios para construir y mantener la red de caminos existente en aquella época. En 1785, José Moñino y Redondo, conde de Floridablanca, como secretario de Estado y Superintendente de Correos, crea la Dirección General de Caminos.
La Inspección General de Caminos y Canales fue fundada por Agustín de Bethancourt en 1799. Debido a la rotura del pantano de Puentes en Lorca (Murcia), y dada la necesidad de un centro donde impartir los estudios que condujeran a la capacitación laboral para realizar estas labores, se funda el 1 de noviembre de 1802 la Escuela Oficial del Cuerpo, teniendo su primera sede en el Palacio del Buen Retiro, hasta la destrucción de éste el 2 de mayo de 1808. La Guerra de la Independencia y las consecuencias económicas de ésta provocaron que la Escuela no volviera a abrir hasta 1820. Se volvieron a interrumpir en 1823, debido a los graves disturbios causados por el trienio liberal.
En 1834 abre de nuevo la Escuela,  perdurando su heredera, la Escuela Técnica Superior de Ingenieros de Caminos, Canales y Puertos de la Universidad Politécnica de Madrid de Madrid hasta nuestros días.